# Xavier Amaechi
Xavier Amaechi (ur. 5 stycznia 2001 w Bath) – angielski piłkarz grający na pozycji pomocnika.

## Kariera klubowa

### Hamburger SV
Do akademii HSV dołączył w roku 2019, przechodząc z Arsenalu.
11 sierpnia 2019 zadebiutował w seniorskiej drużynie Hamburgera SV w wygranym 2-2 (5-6 k) meczu z Chemnnitzer.

## Statystyki kariery

### Klubowe
(aktualne na dzień 12 listopada 2022)
| Klub               | Sezon              | Liga               | Liga  | Liga   | Puchar kraju | Puchar kraju | Europa | Europa | Inne  | Inne   | Suma  | Suma   |
| Klub               | Sezon              | Liga               | Mecze | Bramki | Mecze        | Bramki       | Mecze  | Bramki | Mecze | Bramki | Mecze | Bramki |
| ------------------ | ------------------ | ------------------ | ----- | ------ | ------------ | ------------ | ------ | ------ | ----- | ------ | ----- | ------ |
| HSV II             | 2019/20            | Regionalliga       | 4     | 3      | –            | –            | –      | –      | –     | –      | 4     | 3      |
| HSV II             | 2020/21            | Regionalliga       | 2     | 2      | –            | –            | –      | –      | –     | –      | 2     | 2      |
| HSV II             | Łącznie            | Łącznie            | 6     | 5      | 0            | 0            | 0      | 0      | 0     | 0      | 6     | 5      |
| HSV                | 2019/20            | 2. Bundesliga      | 2     | 0      | 1            | 0            | –      | –      | –     | –      | 3     | 0      |
| HSV                | 2020/21            | 2. Bundesliga      | 1     | 0      | 1            | 0            | –      | –      | –     | –      | 2     | 0      |
| HSV                | 2021/22            | 2. Bundesliga      | 0     | 0      | 0            | 0            | –      | –      | –     | –      | 0     | 0      |
| HSV                | 2022/23            | 2. Bundesliga      | 7     | 0      | 1            | 0            | –      | –      | –     | –      | 8     | 0      |
| HSV                | Łącznie            | Łącznie            | 10    | 0      | 3            | 0            | 0      | 0      | 0     | 0      | 13    | 0      |
| KSC (wyp.)         | 2020/21            | 2. Bundesliga      | 7     | 0      | 0            | 0            | –      | –      | –     | –      | 7     | 0      |
| Bolton (wyp.)      | 2021/22            | EFL League One     | 10    | 1      | 1            | 0            | –      | –      | 1     | 0      | 12    | 1      |
| Łącznie w karierze | Łącznie w karierze | Łącznie w karierze | 33    | 6      | 4            | 0            | 0      | 0      | 1     | 0      | 38    | 6      |